# Zentralvulkan

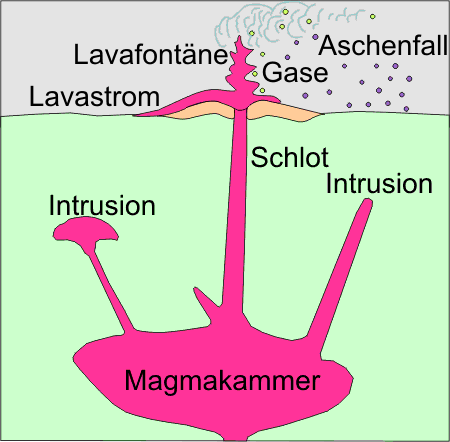
Schematische Darstellung eines Zentralvulkans

Geologische Karte von Island mit Vulkansystemen und etlichen Zentralvulkanen (nur einige Beispiele)

Als Zentralvulkan wird ein Schichtvulkan innerhalb eines Vulkansystems bezeichnet, wenn er häufige Eruptionen zeigt und sowohl mafisches, andesitisches und felsitisches Material ausstößt. Zentralvulkane werden in der Regel von Magmakammern in geringer Tiefe gespeist. Der Begriff ist vorwiegend in Island verbreitet und wird dort besonders für die größten Vulkane verwendet, die sich durch eingebrochene Calderen auszeichnen.

## Beziehung zwischen Zentralvulkan und Vulkansystem
Zusammen mit den von ihm in alle möglichen Richtungen ausgehenden Spalten und Spaltenschwärmen, die sich als Intrusionen oder aber auch als auf der Erdoberfläche sich bildende Krater und Kraterreihen ebenso wie Hochtemperaturgebiete darstellen können, bildet der Zentralvulkan ein von ihm beherrschtes Vulkansystem.
Die Zugehörigkeit zu einem bestimmten Vulkansystem wird normalerweise durch die chemische Zusammensetzung des Eruptivgesteins von Kratern und vulkanischen Spalten bestimmt. Vulkansysteme haben trotz unterschiedlicher Zusammensetzung der Magmen im Einzelfall doch eine Art gemeinsamen „Fingerabdruck“. Außerdem schließt man von der Gleichzeitigkeit von Vulkanausbrüchen im Zentralvulkan und in angeschlossenen Spaltensystemen auf deren Zugehörigkeit, so z. B. geschehen bei den gleichzeitigen Ausbrüchen der Grímsvötn (Zentralvulkan) und der Lakikrater 1783.

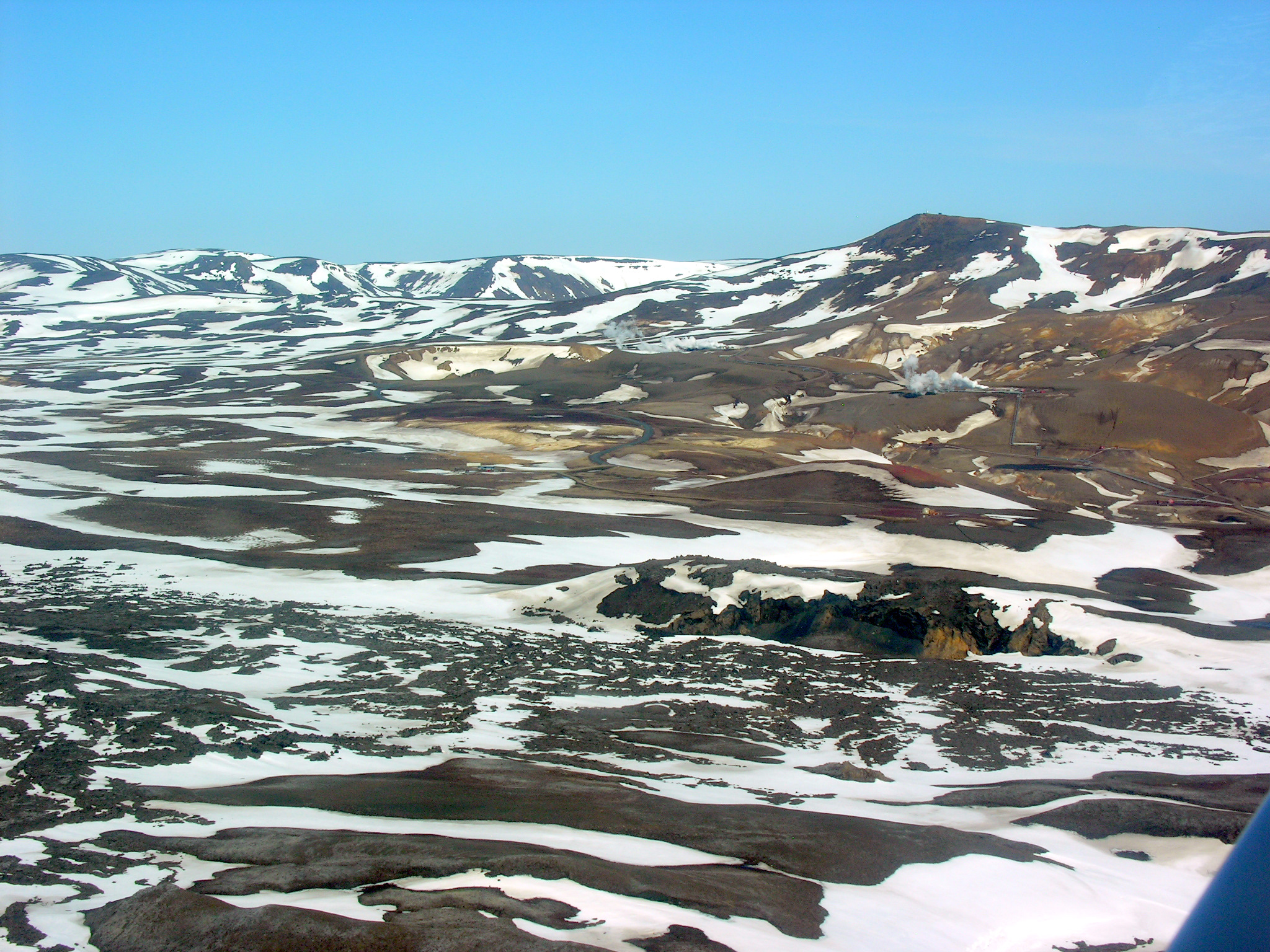
Zentralvulkan Krafla in Nordisland mit eigener Caldera, Luftbild
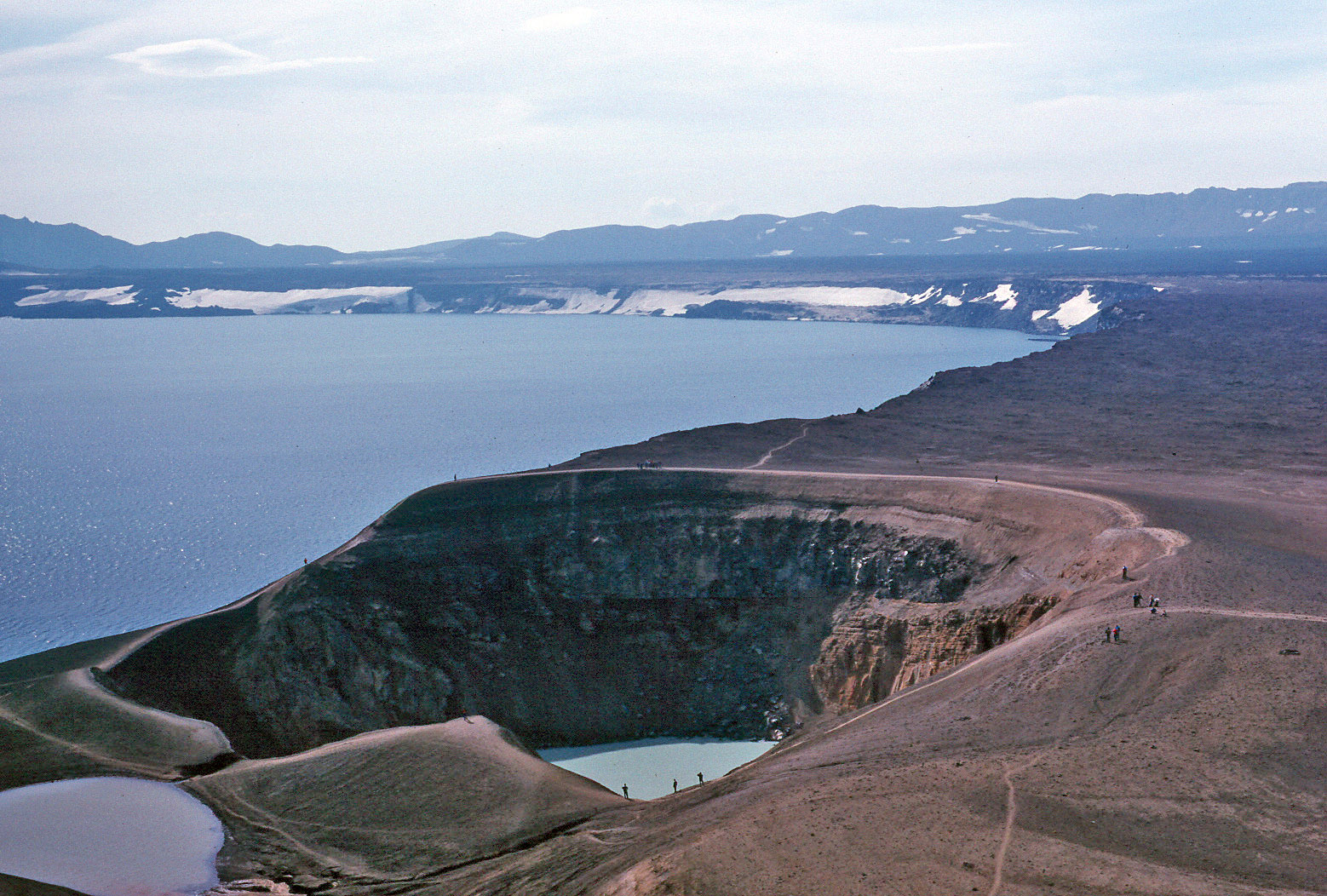
Zentralvulkan mit Caldera: Askja
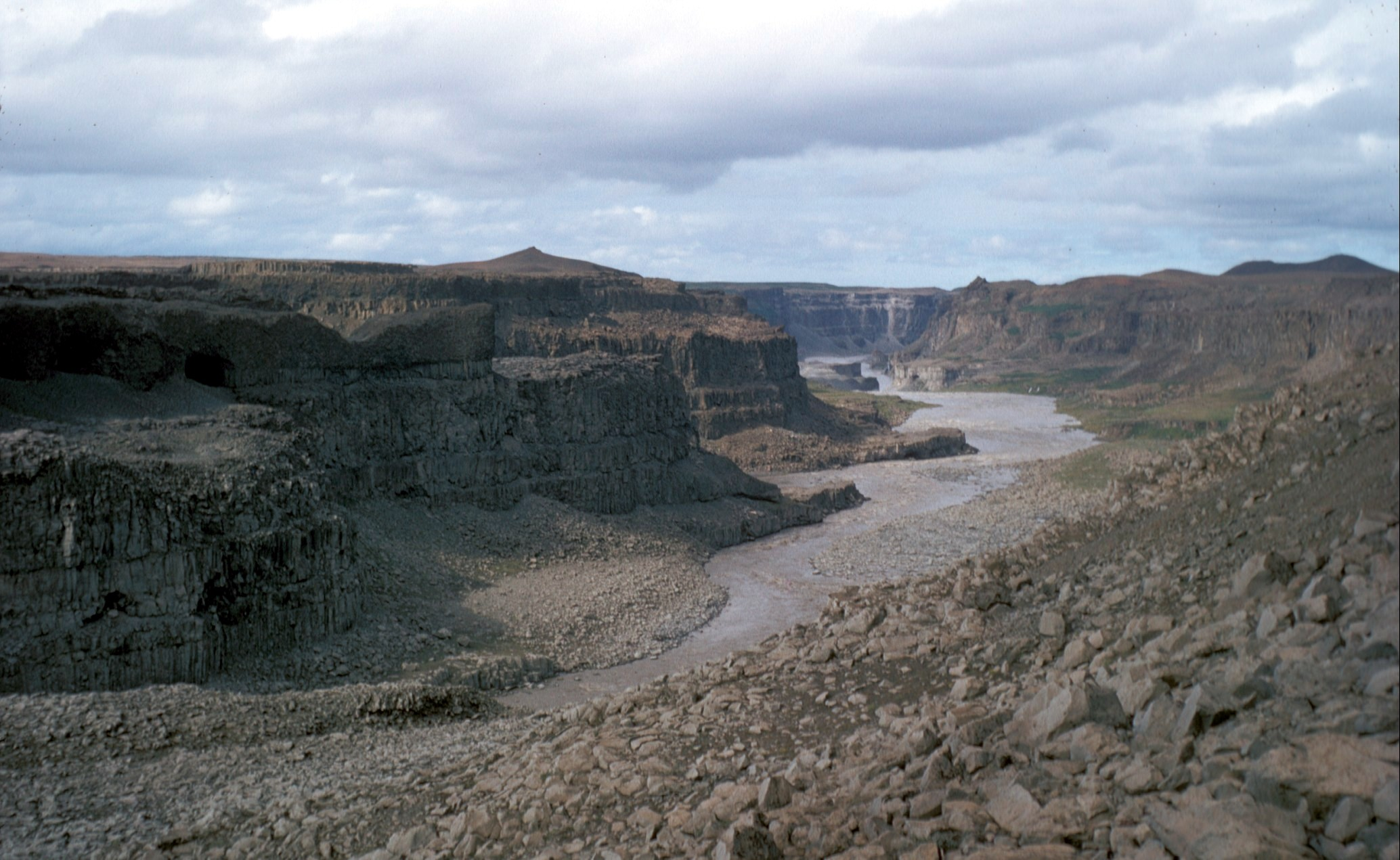
Zum Spaltensystem der Askja gehörige Kraterreihe am Hafragilsfoss, Jökulsárgljúfur

## Beispiele
Aktive Zentralvulkane sind die isländischen Vulkane Askja, Bárðarbunga, Krafla und Snæfellsjökull, aber auch der Ätna und der Vesuv in Italien. Ein besonders großer europäischer Zentralvulkan ist das Bergmassiv der Monts du Cantal mit seinem höchsten Gipfel Plomb du Cantal in Frankreich, von dem man nicht genau weiß, ob er als erloschen zu betrachten ist oder nicht.
Die Vulkane der Insel Heimaey, vor allem Eldfell und Helgafell, sind die jüngsten Vulkane der östlichen Vulkanzone auf Island. Sie sind noch kein Zentralvulkan, auch wenn die Vulkanstruktur und die Zusammensetzung des Magmas bereits die Definition erfüllen. Sie sind aber zu jung und ihre Eruptionsgeschichte ist nicht ausgeprägt genug. Daher werden sie als zukünftiger Zentralvulkan am südlichen Ende der Vulkanzone identifiziert.